# Анте Поповски
Анте Поповски (на македонска литературна норма: Анте Поповски) е поет, есеист, преводач, академик и политик от Социалистическа република Македония.

## Биография
Роден е на 3 юни 1931 година в дебърското село Лазарополе. Завършва основно образование в родното си село, а след това гимназия в Битоля. По-късно завършва Медицинския факултет на Скопския университет. Впоследствие работи в Дебър като лекар. През 1955 година издава първата си стихосбирка Отблясъци. Тогава напуска работата си и се отдава на писането на стихотворения. През 1956 година става член на Дружеството на писателите на Македония (ДПМ). От 1969 до 1971 година е член на Изпълнителния съвет на СРМ. В отделни периоди е директор на НИП „Нова Македония“ и на „Вардар филм“, заместник-председател на Републиканската комисия за културни връзки с чужбина, председател е на ДПМ в два мандата. На 10 май 2000 е избран за редовен член на Македонската академия на науката и изкуствата (МАНИ), а от 2002 е член на Световната академия на поезията. Получава награди като „Братя Миладинови“, „11 октомври“, „Кочо Рацин“, „Гоцева повелба“.

## Произведения
- Одблесоци (поезия, 1955)
- Вардар (поезия, 1958)[2]
- Самуил (поезия, 1963)
- Непокор (поезия, 1964)
- Камена (поезия, 1972)
- Тајнопис (поезия, 1975)
- Љубопис (поезия, 1980)
- Родопис (поезия, 1981)
- Сина песна (поезия, 1984)
- Глас од дамнина (с литературно-исторически и поетоложки характер, 1986)
- Ненасловена (поезия, 1988)
- Оковано време (статии и коментари, 1991)
- Меѓу животот и знаците (есета, 1991)
- Провиденија (поезия, 1995)
- Окото, светлините (есета, 1996)[3]